# Liste der Biografien/Halg
Liste der Biografien |
Portal Biografien |
Personensuche
# |
A |
B |
C |
D |
E |
F |
G |
H |
I |
J |
K |
L |
M |
N |
O |
P |
Q |
R |
S |
T |
U |
V |
W |
X |
Y |
Z |
?
 
Ha |
Hd |
He |
Hi |
Hj |
Hk |
Hl |
Hm |
Hn |
Ho |
Hr |
Hs |
Ht |
Hu |
Hv |
Hw |
Hy
 
Haa |
Hab |
Hac |
Had |
Hae–Haf |
Hag |
Hah |
Hai |
Haj |
Hak |
Hal |
Ham |
Han |
Hao |
Hap |
Haq |
Har |
Has |
Hat |
Hau |
Hav |
Haw |
Hax |
Hay |
Haz
 
Hala |
Halb |
Halc |
Hald |
Hale |
Half |
Halg |
Halh |
Hali |
Halj |
Halk |
Hall |
Halm |
Halo |
Halp |
Hals |
Halt |
Halu |
Halv |
Halw |
Haly |
Halz
Die Liste der Biografien führt alle Personen auf, die in der deutschsprachigen Wikipedia einen Artikel haben. Dieses ist eine Teilliste mit 9 Einträgen von Personen, deren Namen mit den Buchstaben „Halg“ beginnt.

## Halg
- Hälg, Paul (* 1954), Schweizer Chemiker und Manager
- Hälg, Philipp (* 1991), liechtensteinischer Skilangläufer
- Hälg, Viktor (1906–1975), Schweizer Ordensgeistlicher, Abtbischof von Ndanda in Tansania
- Hälg, Walter (1917–2011), Schweizer Physiker und Hochschullehrer
- Hälg-Stamm, Martina (1914–2011), Schweizer Politikerin (SP)

### Halga
- Halgand, Patrice (* 1974), französischer Radrennfahrer
- Halgardt, Harald (1927–2019), deutscher Schauspieler, Synchron- und HörspielsprecherHarald Halgardt (1927–2019)

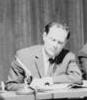
Harald Halgardt (1927–2019)

- Halgasch, Sebastian (* 1980), deutscher Schwimmer

### Halgr
- Halgrin, Jean († 1237), französischer Schriftsteller, Diplomat und Kardinal